# Europaspiele 2023/Teilnehmer (Lettland)
| Gelbes Symbol für Goldmedaillen mit stilisierten Olympischen Ringen | Graues Symbol für Silbermedaillen mit stilisierten Olympischen Ringen | Braundes Symbol für Bronzemedaillen mit stilisierten Olympischen Ringen |
| ------------------------------------------------------------------- | --------------------------------------------------------------------- | ----------------------------------------------------------------------- |
| 3                                                                   | —                                                                     | —                                                                       |

Lettland nimmt an den Europaspielen 2023 in Krakau teil.

## Medaillengewinner
| Name/n                                                       | Sportart       | Wettkampf        |
| ------------------------------------------------------------ | -------------- | ---------------- |
| Gold                                                         |                |                  |
| Kārlis Apsītis Kristaps Gludītis Francis Lācis Zigmārs Raimo | 3×3 Basketball | Männer           |
| Agate Caune                                                  | Leichtathletik | 5000 m Frauen    |
| Līna Mūze                                                    | Leichtathletik | Speerwurf Frauen |

## Teilnehmer nach Sportarten

### 3×3-Basketball
| Wettbewerb    | Männer                                                       | Frauen                                                    |
| ------------- | ------------------------------------------------------------ | --------------------------------------------------------- |
| Athleten      | Kārlis Apsītis Kristaps Gludītis Francis Lācis Zigmārs Raimo | Ieva Korzāne Marta Leimane Paula Mauriņa Katrīna Trankale |
| Gruppenphase  | Spanien 21:12 Belgien 21:16 Slowenien 18:21                  | Frankreich 4:14 Tschechien 12:18 Ungarn 8:20              |
| Viertelfinale | Litauen 21:18                                                | ausgeschieden                                             |
| Halbfinale    | Polen 21:19                                                  | ausgeschieden                                             |
| Bronze/Finale | Belgien 19:11                                                | ausgeschieden                                             |
| Rang          | Gold                                                         |                                                           |

### Leichtathletik
| Team     | Wettbewerb  | Wettbewerb | Punkte | Punkte | Punkte | Punkte | Punkte | Punkte | Punkte     | Punkte    | Punkte    | Punkte      | Punkte           | Punkte      | Punkte    | Punkte     | Punkte     | Punkte         | Punkte     | Punkte     | Punkte     | Punkte | Rang |
| Team     | Wettbewerb  | Wettbewerb | 100 m  | 200 m  | 400 m  | 800 m  | 1500 m | 5000 m | 110 m Hü.* | 400 m Hü. | 4 × 100 m | 4 × 400 m** | 3000 m Hindernis | Kugelstoßen | Speerwurf | Hammerwurf | Diskuswurf | Stabhochsprung | Hochsprung | Dreisprung | Weitsprung | Gesamt | Rang |
| -------- | ----------- | ---------- | ------ | ------ | ------ | ------ | ------ | ------ | ---------- | --------- | --------- | ----------- | ---------------- | ----------- | --------- | ---------- | ---------- | -------------- | ---------- | ---------- | ---------- | ------ | ---- |
| Lettland | 2. Division | Männer     | 7      | 14     | 9      | 8      | 10     | 3      | 4          | 6         | 11        | 6           | 12               | 5           | 2         | 3          | 8          | 13             | 2,5        | 12         | 5          | 283,5  | 13   |
| Lettland | 2. Division | Frauen     | 7      | 12     | 12     | 3      | 1      | 16     | 5          | 4         | 0         | 6           | 9                | 13          | 16        | 1          | 2          | 11             | 6          | 15         | 10         | 283,5  | 13   |

* Die Frauen treten über 100 m Hürden, statt 110 m Hürden an.
** Die 4 × 400 m sind ein Mixed-Wettkampf.

#### Einzelresultate
| Wettbewerb       | Männer                                                            | Männer       | Männer | Männer      | Frauen                                                            | Frauen          | Frauen | Frauen      |
| Wettbewerb       | Athlet                                                            | Ergebnis     | Rang   | Rang Gesamt | Athletin                                                          | Ergebnis        | Rang   | Rang Gesamt |
| ---------------- | ----------------------------------------------------------------- | ------------ | ------ | ----------- | ----------------------------------------------------------------- | --------------- | ------ | ----------- |
| 100 m            | Oskars Grava                                                      | 10,63 s      | 10     | 29          | Sindija Bukša                                                     | 11,69 s         | 10     | 27          |
| 200 m            | Oskars Grava                                                      | 20,87 s PB   | 03     | 10          | Gunta Vaičule                                                     | 23,32 s SB      | 05     | 16          |
| 400 m            | Artūrs Pastors                                                    | 46,59 s PB   | 08     | 21          | Gunta Vaičule                                                     | 52,12 s SB      | 05     | 14          |
| 800 m            | Oskars Bambals                                                    | 1:49,61 min  | 09     | 25          | Līga Velvere                                                      | 2:10,80 min     | 14     | 35          |
| 1500 m           | Jānis Razgalis                                                    | 3:44,93 min  | 07     | 24          | Līga Velvere                                                      | 5:06,25 min     | 16     | 46          |
| 5000 m           | Uģis Jocis                                                        | 15:14,01 min | 14     | 38          | Agate Caune                                                       | 15:15,21 min    | 01     | Gold        |
| 110/100 m Hürden | Ralfs Zazerskis                                                   | 14,53 s      | 13     | 30          | Kristīne Blaževiča                                                | 13,76 s         | 12     | 27          |
| 400 m Hürden     | Aleks Pelcmanis                                                   | 53,07 s      | 11     | 28          | Kitija Zaula                                                      | 1:02,15 min     | 13     | 32          |
| 3000 m Hindernis | Edgars Šumskis                                                    | 8:56,84 min  | 05     | 24          | Evelīna Krista Sitnika                                            | 10:28,25 min PB | 08     | 26          |
| 4 × 100 m        | Mikus Pētersons Roberts Jānis Zālītis Oskars Grava Ričards Peders | 39,87 s SB   | 06     | 19          | Elizabete Kociņa Jeļizaveta Romaņenko Līga Vecbērza Sindija Bukša | DSQ             | DSQ    | DSQ         |
| Kugelstoßen      | Edgars Berķis                                                     | 16,50 m PB   | 12     | 33          | Anna Gulbe                                                        | 15,42 m PB      | 04     | 16          |
| Speerwurf        | Zigismunds Sirmais                                                | 63,86 m      | 15     | 34          | Līna Mūze-Sirmā                                                   | 62,38 m         | 01     | Gold        |
| Hammerwurf       | Igors Sokolovs                                                    | 51,94 m      | 14     | 35          | Rebeka Ozolniece                                                  | 23,23 m SB      | 16     | 43          |
| Diskuswurf       | Aleksandrs Volkovs                                                | 56,10 m PB   | 09     | 23          | Vineta Krūmiņa                                                    | 41,39 m         | 15     | 36          |
| Stabhochsprung   | Valters Kreišs                                                    | 4,20 m       | 04     | 18          | Paula Kļaviņa                                                     | 3,80 m =PB      | 06     | 23          |
| Hochsprung       | Valters Jansons                                                   | 1,97 m       | =14    | =32         | Patrīcija Jansone                                                 | 1,79 m          | 11     | 26          |
| Dreisprung       | Sandis Dzenītis                                                   | 15,55 m PB   | 05     | 18          | Rūta Kate Lasmane                                                 | 13,86 m         | 02     | 05          |
| Weitsprung       | Sandis Dzenītis                                                   | 7,23 m       | 12     | 31          | Kristīne Blaževiča                                                | 6,14 m          | 07     | 18          |

| Wettbewerb | Mixed                                                         | Mixed          | Mixed | Mixed       |
| Wettbewerb | Athleten                                                      | Ergebnis       | Rang  | Rang Gesamt |
| ---------- | ------------------------------------------------------------- | -------------- | ----- | ----------- |
| 4 × 400 m  | Iļja Petrušenko Katrīna Kamarūte Artūrs Pastors Gunta Vaičule | 3:22,71 min SB | 11    | 27          |

Ersatz: Mareks Ārents, Guntis Bērziņš, Gatis Čakšs, Aļona Fomenko, Karīna Jansena, Māris Urtāns

### Radsport

#### BMX-Freestyle
| Athleten         | Wettbewerb | Qualifikation | Qualifikation | Finale        | Finale        | Rang |
| Athleten         | Wettbewerb | Punkte        | Rang          | Punkte        | Rang          | Rang |
| ---------------- | ---------- | ------------- | ------------- | ------------- | ------------- | ---- |
| Männer           |            |               |               |               |               |      |
| Tomass Grinbergs | Park       | 70,33         | 16            | ausgeschieden | ausgeschieden | 16   |
| Ernests Zēbolds  | Park       | 77,50         | 7             | 84,50         | 4             | 4    |